# Пікаярве

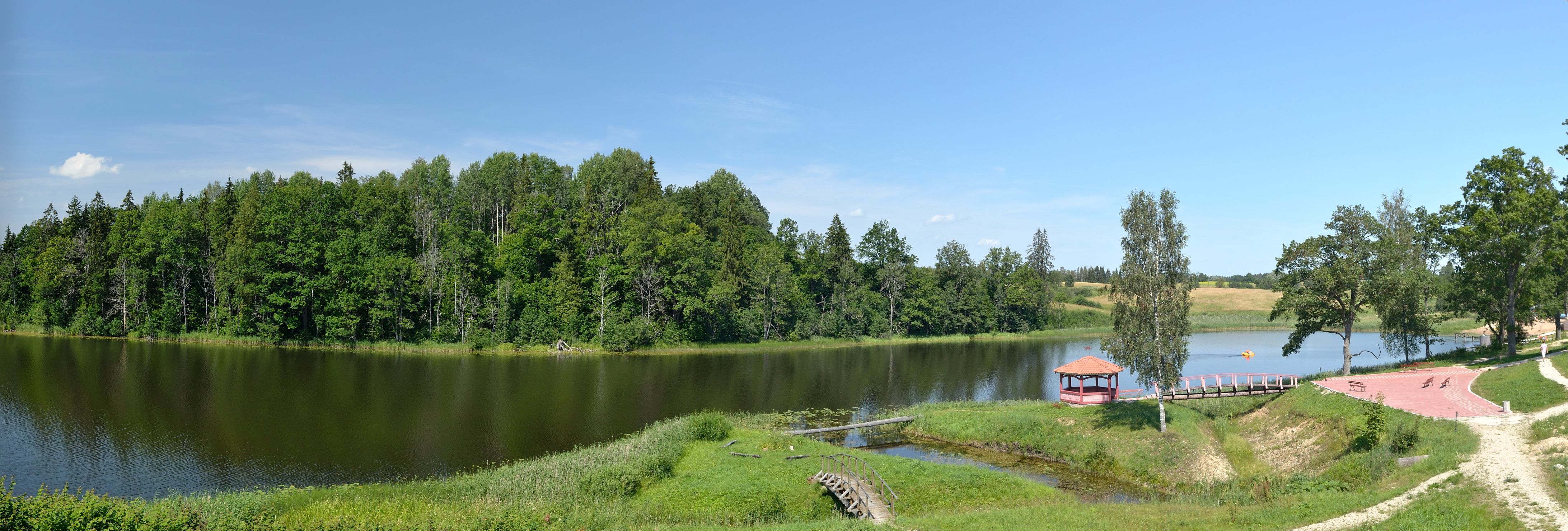
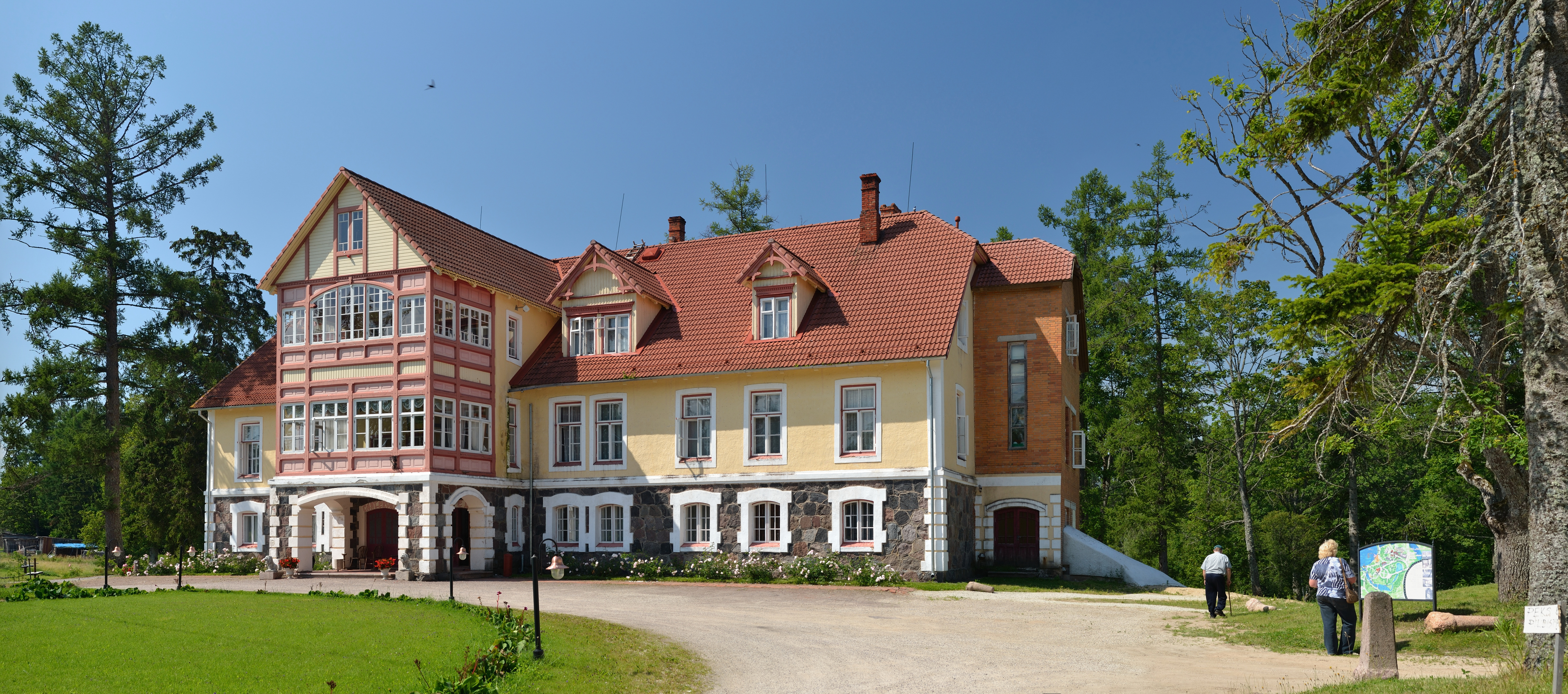
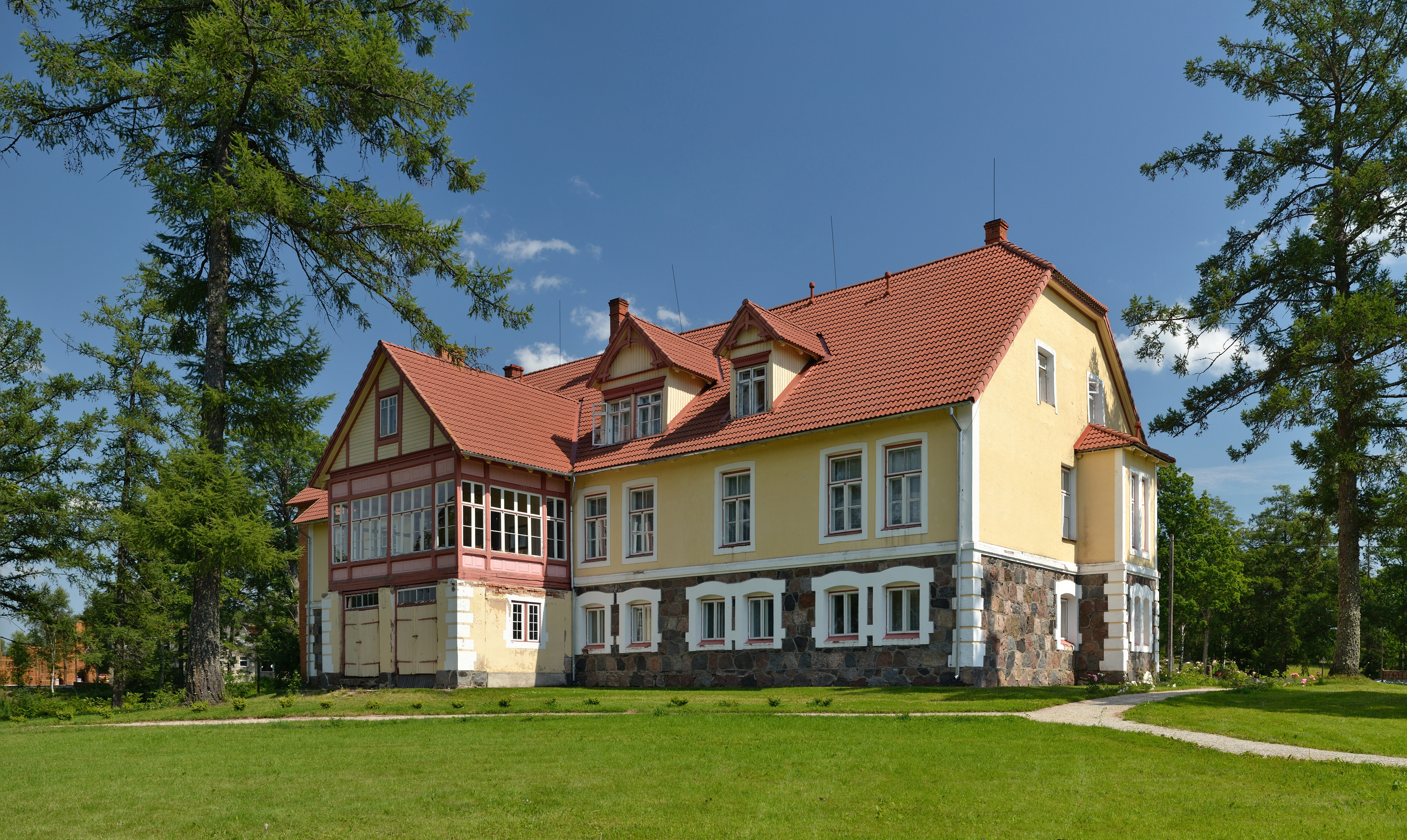
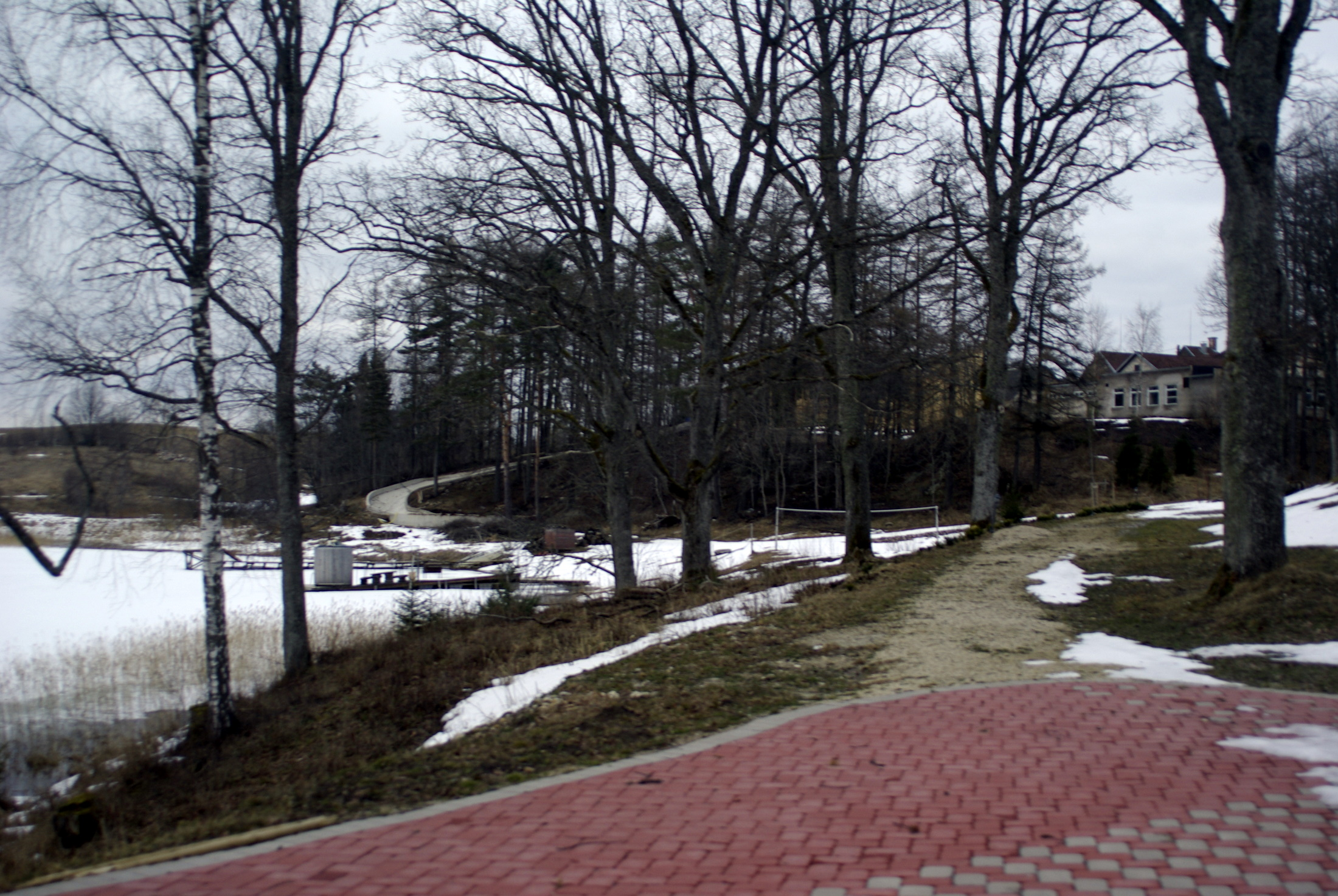
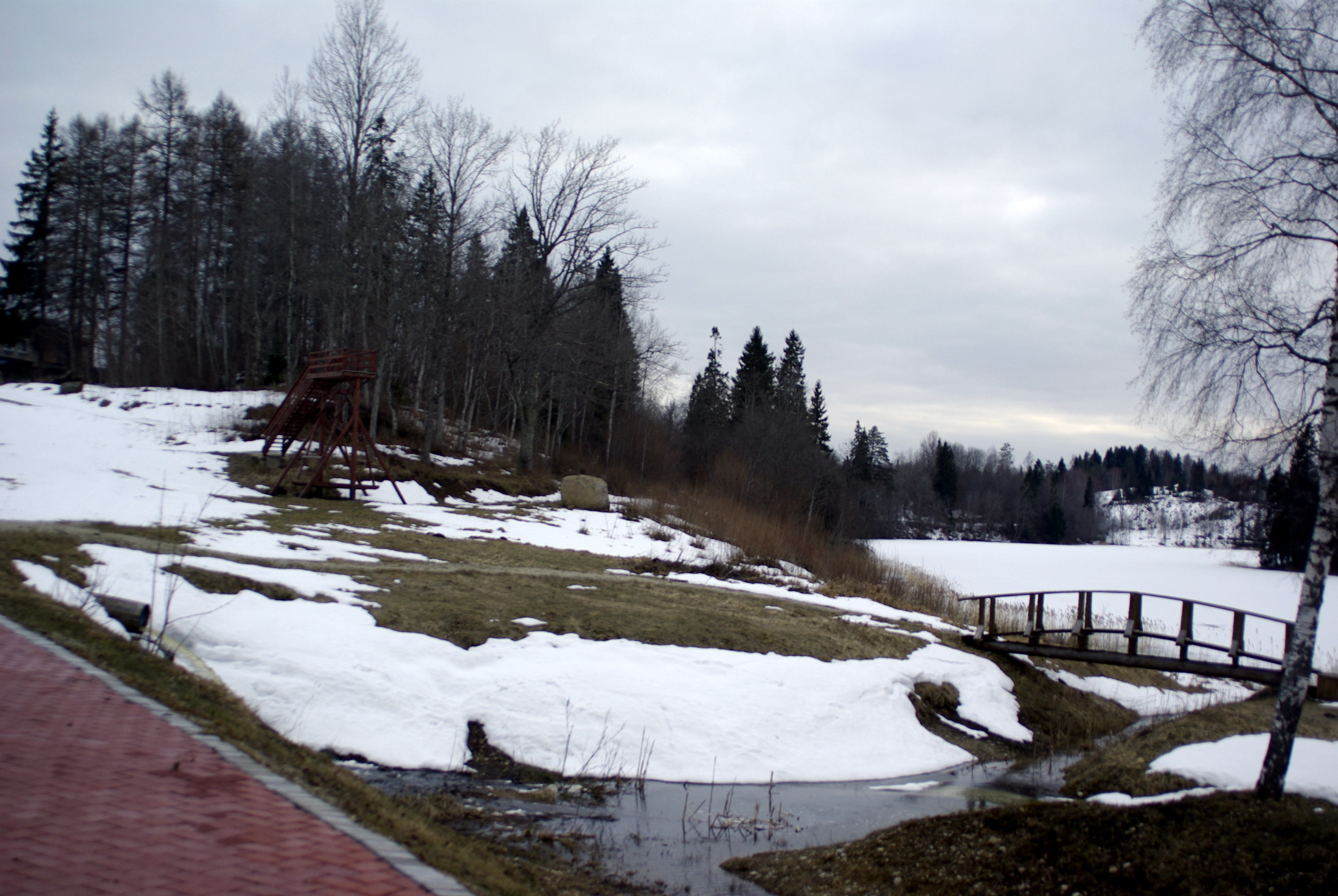
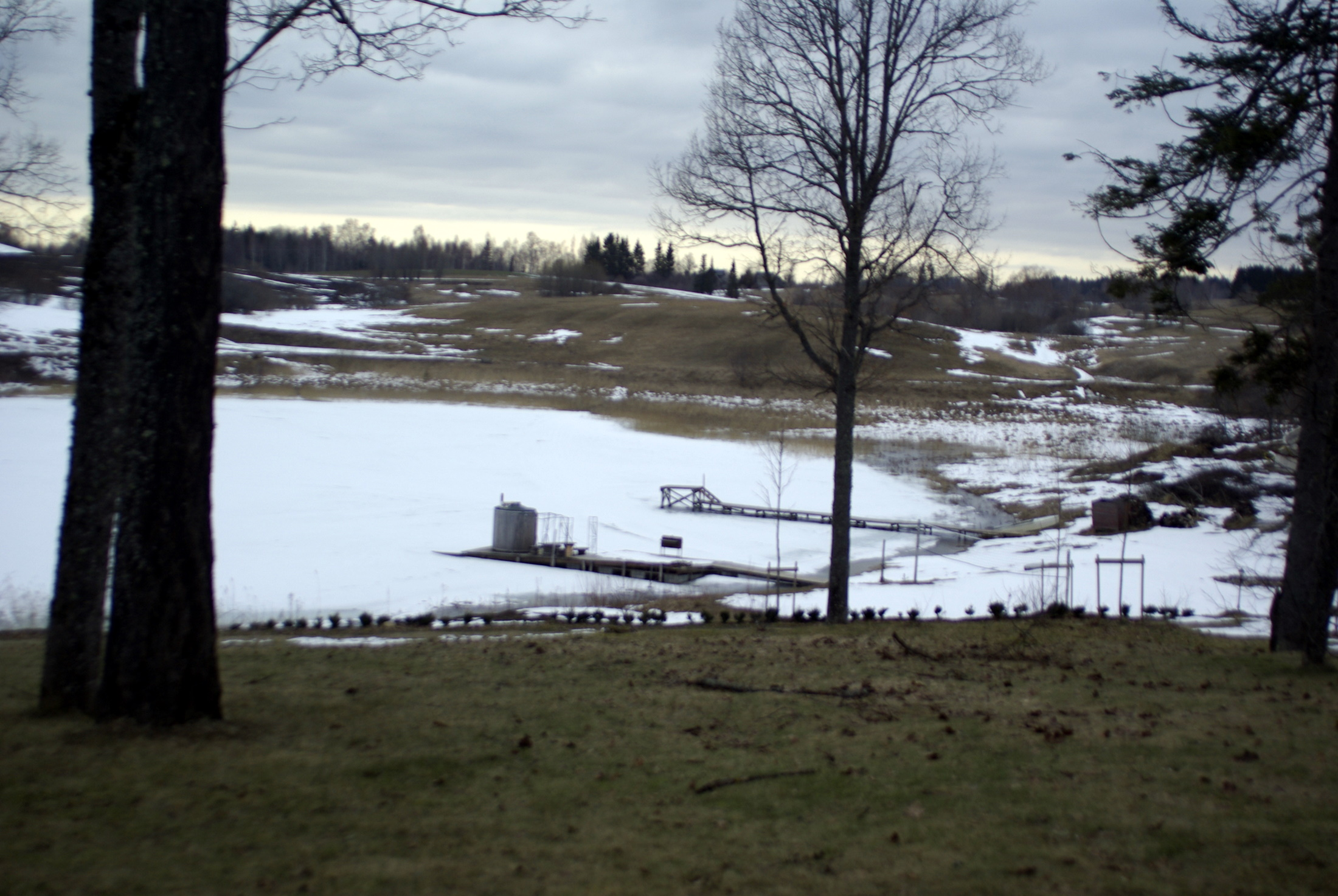
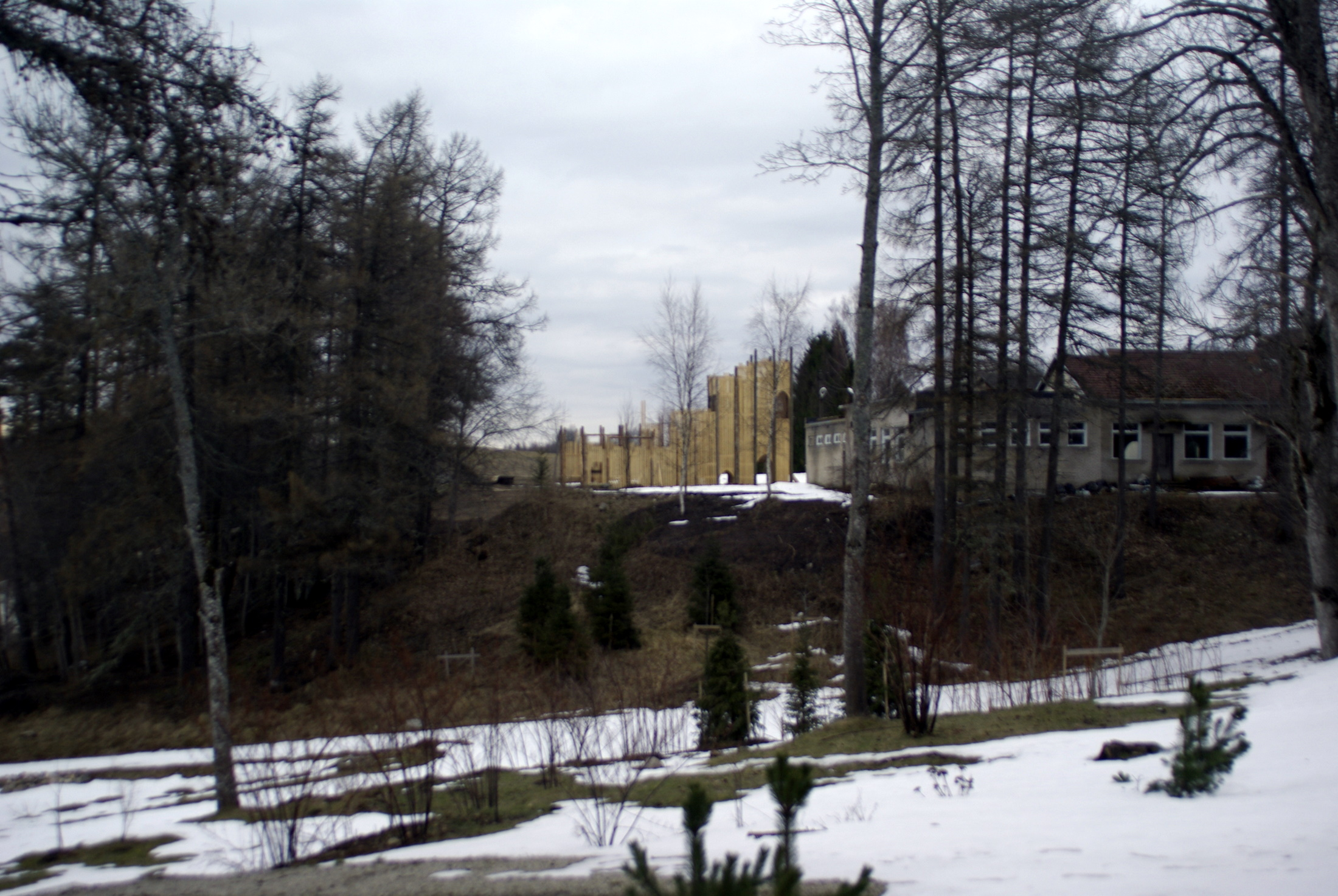
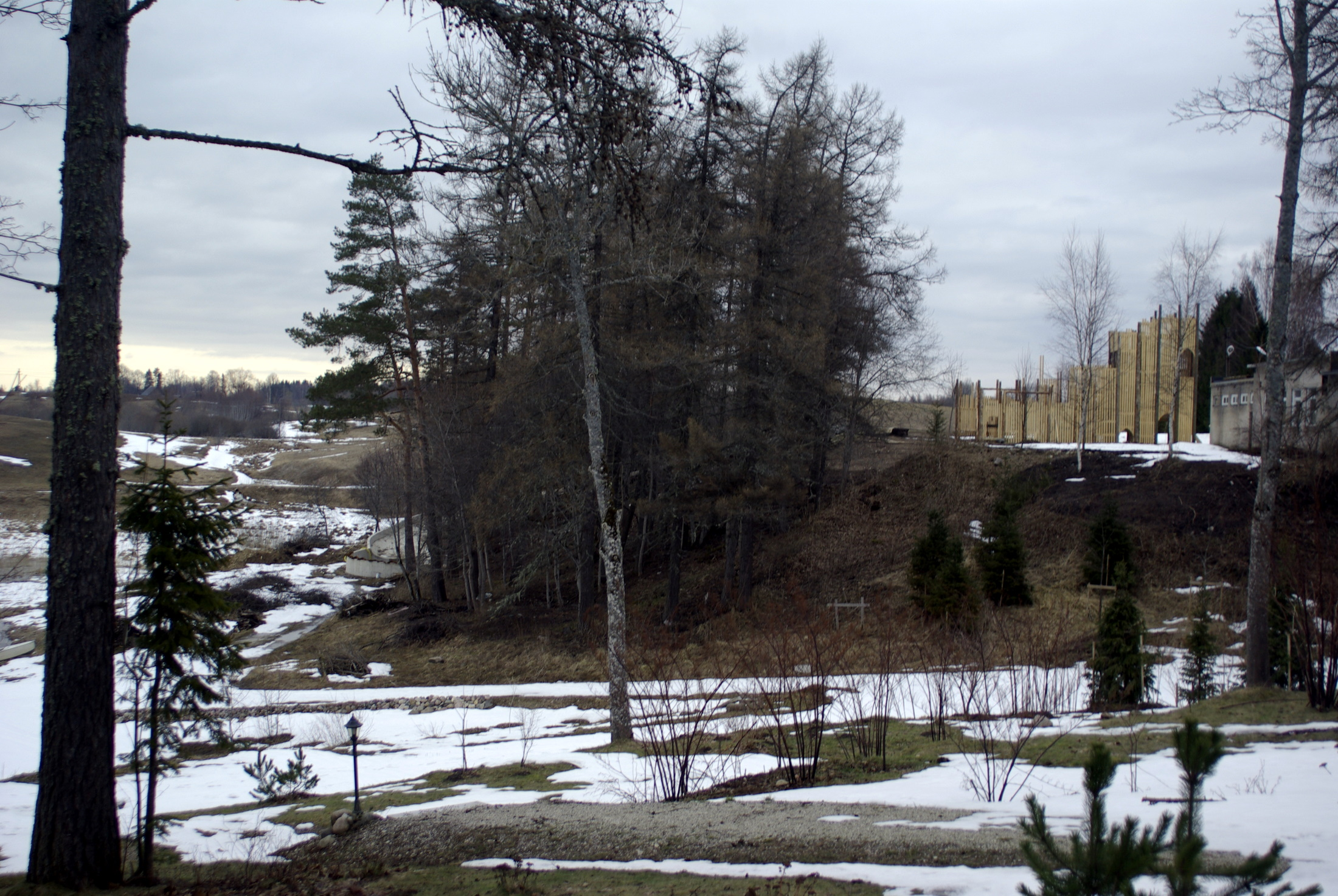

Пікаярве (ест. Pikajärve), місцева назва Пікяярве (ест. Pikäjärve) — село в Естонії, входить до складу волості Валґ'ярве, повіту Пилвамаа.